# Кортисо, Хорди
Хорди Кортисо де ла Пьедра (исп. Jesús Alberto Angulo Uriarte; род. 30 июня 1996, Сантьяго-де-Керетаро) — мексиканский футболист, полузащитник клуба «Монтеррей» и сборной Мексики.

## Клубная карьера
Кортисо — воспитанник клуба «Керетаро». 24 августа 2016 года в поединке Кубка Мексики против «Пуэблы» Исраэль дебютировал за основной состав. 13 августа 2017 года в матче против «Атлетико Морелия» он дебютировал в мексиканской Примере. 23 августа в поединке против «Тихуаны» Хорди забил свой первый гол за Керетаро. Летом 2020 года Кортисо перешёл в «Тихуану». 26 июля в матче против «Атласа» он дебютировал за новую команду. В этом же поединке Хорди забил свой первый гол за «Тихуану». 
В начале 2022 года Кортисо на правах аренды перешёл в «Пуэблу». 8 января в матче против столичной «Америки» он дебютировал за новый клуб. 27 февраля в поединке против «Гвадалахары» Хорди забил свой первый гол за «Пуэблу». По окончании аренды клуб выкупил трансфер игрока.
В начале 2023 года Кортисо перешёл в «Монтеррей». 8 января в матче против «Гвадалахары» он дебютировал за новую команду. 13 марта в поединке против «Пачуки» Хорди забил свой первый гол за «Монтеррей».  

## Международная карьера
10 сентября 2023 года в товарищеском матче против сборной Австралии Кортисо дебютировал за сборную Мексики.

## Достижения
Клубные
 «Керетаро»
- Обладатель Кубка Мексики — 2016
- Обладатель Суперкубка Мексики — 2016/2017